# Gare de Coubert - Soignolles
La gare de Coubert - Soignolles est une ancienne gare ferroviaire française de la ligne de Paris-Bastille à Marles-en-Brie (dite aussi ligne de Vincennes), située sur le territoire de la commune de Coubert, à proximité de Soignolles-en-Brie, dans le département de Seine-et-Marne en région Île-de-France.
Mise en service en 1892 par la Compagnie des chemins de fer de l'Est, elle est fermée au trafic voyageurs en 1947 par la Société nationale des chemins de fer français (SNCF).

## Situation ferroviaire
Établie à 85 m d'altitude, la gare de Coubert - Soignolles est située au point kilométrique (PK) 43,065 de la ligne de Paris-Bastille à Marles-en-Brie, entre les gares fermées de Grisy-Suisnes et de Yèbles - Guignes (fermée). Fermé et déclassé, le tronçon de ligne qui passe en gare fait partie du Chemin des Roses.

## Histoire
Malgré l’opposition de la Compagnie de l'Est en raison du très faible trafic à prévoir, elle desservait la commune de Coubert et celle de Soignolles-en-Brie. Elle fut créée lors du prolongement de la Ligne de Vincennes jusqu'à Verneuil-l’Étang le 1er juillet 1892.
La gare est fermée au trafic de voyageurs dès le 17 juillet 1939 à cause de sa faible desserte. Toutefois, le déclenchement de la Seconde Guerre mondiale provoque un retour provisoire du trafic. La gare est même rouverte un temps au trafic, avec quelques trains par jour. Après guerre, les fermetures reprennent : le tronçon Brie-Comte-Robert - Verneuil-l'Étang est fermé au trafic voyageurs en 1947. L’activité de cette section est dès lors limitée au trafic de marchandises, avec passage en voie unique en 1963-1964.
Depuis la gare n'est plus réutilisée. Le bâtiment voyageurs est devenu un local pour les associations.